# Scutuloidea kutu
Scutuloidea kutu is een pissebed uit de familie Sphaeromatidae. De wetenschappelijke naam van de soort is voor het eerst geldig gepubliceerd in 1996 door Stephenson & Riley.